# Peneparoxyna minuta
Peneparoxyna minuta är en tvåvingeart som beskrevs av Hardy och Drew 1996. Peneparoxyna minuta ingår i släktet Peneparoxyna och familjen borrflugor. Inga underarter finns listade i Catalogue of Life.